# 전수조사
전수 조사(全數調査)는 대상이 되는 통계 집단의 단위를 하나하나 전부 조사하는 관찰 방법으로, 전부 조사(全部調査)라고도 부른다.

## 같이 보기
- 표본 조사
- 표본
- 신뢰도